# Brazíliában történt légi közlekedési balesetek listája
A Brazíliában történt légi közlekedési balesetek listája mind a halálos áldozattal járó, mind pedig a kisebb balesetek, meghibásodások miatt történt, gyakran csak az adott légiforgalmi járművet érintő baleseteket is tartalmazza évenkénti bontásban.

## Brazíliában történt légi közlekedési balesetek

### 2014
- 2014. augusztus 13., Santos, São Paulo állam. Az Af Andrade Enterprises and Holdings által üzemeltetett PR-AFA lajstromjelű Cessna Citation 560 XLS+ típusú repülőgép lezuhant. A balesetben a gépen tartózkodó 5 fő utas és 2 fő személyzet tagjai vesztették életüket. A földön 11 fő sérült meg a baleset következtében.[1][2]